# Sötvedelvecklare
Sötvedelvecklare (Cydia pallifrontana) är en fjärilsart som först beskrevs av Friederike Lienig och Philipp Christoph Zeller 1846.  Sötvedelvecklare ingår i släktet Cydia, och familjen vecklare. Enligt den svenska rödlistan är arten nära hotad i Sverige. Arten förekommer i Götaland, Gotland, Öland och Svealand. Artens livsmiljö är skogslandskap, jordbrukslandskap, stadsmiljö.